# Gordini T24S
La Gordini T24S  (o 24S) è una vettura da competizione presentata dalla Gordini nel 1953, concepita come sport prototipo per disputare la 24 ore di Le Mans.
La vettura era in grado di raggiungere circa le 240 km/h.

## Sviluppo e tecnica
Lo sviluppo della T24 avvenne sotto la supervisione di Amédée Gordini. L'auto aveva un motore a 8 cilindri in linea da 3 litri, costituito da due blocchi da 4 cilindri saldati insieme. L'unità era costruita interamente dalla Gordini, poiché la Simca aveva concluso la collaborazione con la Gordini. Adottava anche un nuovo cambio a 5 marce. Il posto guida inizialmente era centrale.
Il telaio era tubolare, con le sospensioni anteriori indipendenti e quelle posteriori ad assale rigido.
Gordini costruì due telai, che ricevettero i numeri 0036S e 0037S. Il telaio era in tubolare d'acciaio e la carrozzeria era in alluminio. Entrambe le vetture vennero adoperate dal team ufficiale. Il telaio 0036S fu acquistata da André Guelfi, che continuò a correre con essa.
Il telaio 0037S venne acquistato dai fratelli Fritz e Hans Schlumpf nel 1955 ed è custodito al Musée National de l'Automobile.

## Attività sportiva
Originariamente la 24 avrebbe dovuto fare il suo debutto in gara alla 24 Ore di Le Mans del 1953, ma il telaio 0036S non fu costruito in tempo, quindi fece poi il suo esordio alla 12 Ore di Reims del 1953, con al volante Jean Behra e Jean Lucas. Partendo dalla quinta posizione ottenuta in qualifica, l'auto si ritirò dopo un incidente. Il primo risultato di rilievo arrivò tre settimane dopo al Gran Premio di Caen, dove Jean Lucas terminò sesto.
Nel 1954 entrambe le vetture parteciparono al Campionato mondiale di auto sportive senza molto successo. Franco Bordoni-Bisleri vinse la Trullo d'Oro e il Gran Premio di Pergusa; Jean Behra vinse la Coupe du Salon.
Dal 1955 la Type 24S fu guidata solo da piloti privati e terminò la sua carriera agonistica alla 24 ore di Le Mans nel 1957, dove si ritirò a causa di un guasto.